# CAVAC
CAVAC — французский сельскохозяйственный кооператив. Производит муку и хлебобулочные изделия, свинину, а также теплоизоляционные материалы. Основан в 1965 году, штаб-квартира расположена в коммуне Ла-Рош-сюр-Йон (департамент Вандея, регион Пеи-де-ла-Луар).

## История
CAVAC (Coopérative Agricole Vendée Approvisionnement Céréales, «Сельскохощяйственный кооператив Вандеи по снабжению зерновыми») был основан в 1965 году. В 1968 году в составе кооператива появились животноводческие фермы. В 1976 году был открыт завод по производству комбикормов. В 1985 году был поглощён кооператив BOCAGE, который базировался в городе Брессюир.
В 2009 году была создана дочерняя компания Cavac Biomatériaux по производству теплоизоляционных материалов из льна и конопли. В августе 2013 года CAVAC объединился с тремя другими кооперативами запада Франции: Geo (крупный рогатый скот), CPLB (кролики) и CAHBV (картофель). В мае 2014 года была куплена компания Bioporc, которая занималась переработкой свинины. В июле 2015 года была приобретена компания Biofournil, производитель хлебобулочных изделий. В 2018 году были куплены производители печенья Catel Roc и Les P’tits Amoureux. В 2019 году была куплена компания Atlantique Alimentaire, выпускающая замороженные полуфабрикаты и готовые блюда.

## Деятельность
В кооператив CAVAC по состоянию на 2024 год входило 4730 фермеров.
Подразделения:
- животноводство — разведение птицы, коров, коз, кроликов, овец и свиней, производство комбикормов;
- растениеводство — выращивание пшеницы и других злаков, картофеля, овощей, производство семян;
- торговля — сети фермерских магазинов под названиями Gamm Vert и Husqvarna;
- переработка — производство хлеба (Biofournil), печенья (Catel Roc и Les P’tits Amoureux), мясных продуктов (Bioporc), мёда (Nectar des Champs), готовых блюд (Atlantique Alimentaire), теплоизоляции (Biofib).